# Шеммерхофен
Шеммерхофен (нем. Schemmerhofen) — община в Германии, районный центр, расположен в земле Баден-Вюртемберг. 
Подчиняется административному округу Тюбинген. Входит в состав района Биберах.  Население составляет 7741 человек (на 31 декабря 2010 года). Занимает площадь 50,21 км².